# Ханаан (сын Хама)
Ханаан, Канаан (ивр. כְּנַעַן‎, араб. کنعان‎) — один из четырёх сыновей Хама и отец одиннадцати сыновей.
Согласно Книге Бытия, Ханаан был младшим братом Хуша, Мицраима и Фута (Быт. 10:6).
Эпоним Ханаана — древнего названия Палестины. Согласно Библии и её толкованиям, от Ханаана и его потомков произошли хананеи, состоящие из 11 племён. Пять из них: Евеи, Иевусеи, Аморреи, Гергесеи и Хеттеи жили в той стране, которую потом заняли израильтяне; остальные шесть: Сидоняне, Аркеи, Синеи, Арвадеи, Цемариты и Хамафиты – жили к северу от Сидона до Елевтера.
В Книге Бытия говорится:

и были пределы Хананеев от Сидона к Герару до Газы, отсюда к Содому, Гоморре, Адме и Цевоиму до Лаши.
— Быт. 10:19

## Проклятие Ноем
В Книге Бытия сообщается, что после того как Ной насадил виноградник, выпил вина и лежал в своём шатре, Хам увидел его наготу и рассказал об этом двум своим братьям. Ной проспался от вина и узнал, что сделал над ним его меньший сын и сказал: «проклят Ханаан; раб рабов будет он у братьев своих» (Быт. 9:20—24).
В Талмуде персидский раввин Рав (Абба бар Айбу) считал, что Хам кастрировал Ноя, чтобы предотвратить появление четвёртого сына у Ноя, которого тот хотел иметь. В ответ на это Ной проклял четвёртого сына Хама, Ханаана.
В мидраше Берешит Рабба сообщаются две трактовки, почему Ной проклял Ханаана, а не Хама. Раввин Иуда считал, что Ной не мог проклясть Хама, так как после потопа Бог сказал: «И благословил Бог Ноя и сыновей его» (Быт. 9:1), поэтому он проклял Ханаана. Раввин Неемия считал, что Ханаан первым увидел наготу Ноя и сообщил остальным, поэтому проклятие ложится на него.
Святитель Иоанн Златоуст также считал, что Ной проклял Ханаана, чтобы не показалось, что он проклинает Хама, который получил благословение от Бога после потопа (Быт. 9:1). При этом Хам не меньше сына потерпел наказание и чувствовал мучение.

## Род Ханаана
В Книге Бытия упоминаются одиннадцать сыновей Ханаана: Сидон, Хет, Иевусей, Аморрей, Гергесей, Евей, Аркей, Синей, Арвадей, Цемарей и Химафей (Быт. 10:15—18). Ханаан был родоначальником ханаанских племен, которые впоследствии рассеялись (Быт. 10:18).
Сыны Ханаана:
- Сидон — старший сын Ханаана (Быт. 10:15), родоначальник племени сидонян, основавшего город Сидон[10][11].
- Хет[англ.] — родоначальник сирийского племени хеттеев (хеттов).
- Иевусей — родоначальник иевусеев, доеврейского населения Иудеи, которые в конце III тыс. до н. э. основали Иерусалим[12] (прежде известный как Салим или Иевус — Суд. 19:10) и первоначально населяли его. Согласно Библии, жили в горах (Нав. 11:3). В Ветхом Завете упоминаются как жители Иерусалима (Нав. 15:63, Нав. 18:28, Суд. 1:21, 2Цар. 5:6), который поэтому называли городом иевусеев. Евреи не смогли изгнать иевусеев из Иерусалима (Нав. 15:63, Суд. 1:21). Их покорил царь Давид (2Цар. 5:6—10).
- Аморрей — родоначальник аморреев, одного из сильнейших ханаанских племен, имевшее по восточную сторону Иордана два сильных царства — Есевон и Васан.
- Гергесей — родоначальник гергесеев, известных как сражавшееся с евреями на запад от Иордана (Нав. 24:11).
- Евей — родоначальник евеев, упоминаемых в Нав. 24:11, Нав. 9:1, 7, обитавших на горе Ливана (Суд. 3:3).
- Аркей — родоначальник аркеев, вероятно, обитателей города Арки, находившегося на месте современных руин при Тель-Арки, у горы  Ливана. Согласно Иосифу Флавию, «Арукей (Аркей) же (занял) Арку на Ливане»[10]. Считается, что Арка (Арха) находилась в Сирии. Ассирийский царь Тиглатпаласар III завоевал её в 743 году до н. э. Согласно Нав. 16:2, владения архитян находились у южной границы удела Ефрема, между Лузом и Атарофом. Архитянином был друг и советчик царя Давида Хусий (2Цар. 16:16; 1Пар. 27:33)[13].
- Синей  — родоначальник синеев, обитавших вблизи древней крепости, носившей то же самое имя. Предположительно предок-эпоним жителей города Син[14].
- Арвадей — родоначальник арвадеев. Согласно Иосифу Флавию, арвадеи жили на острове Арвад в Сирии: «Арадий (Арвадей) занял остров Арад (Арвад)»[10].
- Цемарей — родоначальник цемареев, одного из ханаанских племён, вероятно жителей Симиры, города северной Финикии,  где находятся развалины Сумры[15].
- Химафей — родоначальник химафеев. Согласно Иосифу Флавию, «Амафий (Химафей) жил в Амафе, которая и теперь ещё именуется так туземцами, тогда как македоняне назвали её по имени одного из своих эпигонов Эпифаниею»[10].